# Eilicrinia mandschuria
Eilicrinia mandschuria là một loài bướm đêm trong họ Geometridae.